# ナイマン

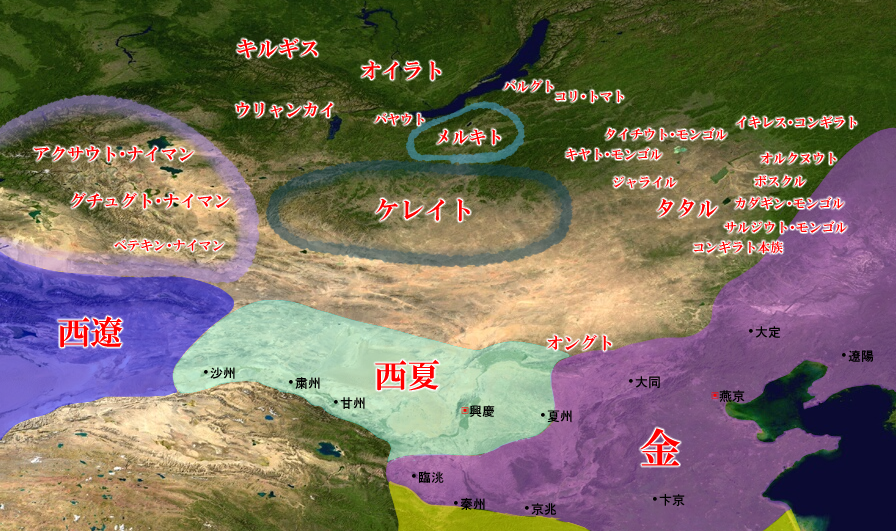
12世紀のモンゴル高原の諸部族

ナイマン（モンゴル語: Найман、Naiman）は、モンゴル帝国成立以前の時代にモンゴル高原西北部のイルティシュ川低地地域から上流地域、アルタイ山脈に掛けて割拠していたテュルク系遊牧民で、後にモンゴル化した部族集団。漢字表記は『元史』『元朝秘史』では乃蛮。『集史』などのペルシア語表記では نايمان Nāyimān として現れる。西はジュンガル盆地の沙漠地域を挟んで天山ウイグル王国と隣接し、北は小アルタイ山脈をもってケムケムジュート地方およびキルギズと、東ではカラコルム山脈をもってケレイトと隣接していた。

## 歴史

### ナルクシュとイナンチャ
『集史』「ナイマン部族誌」によると、チンギス・カンの勃興以前に、ナイマン・カン国ではそのカン（王）位を兄のナルクシュ・タヤン・カンと弟のイナンチャ・カン（イナンチュ・ビルゲ・ブク・カン）とで争っていた。兄のナルクシュは一時「タヤン・カン（大王汗）」としてナイマン・カン国を支配したが、彼の死後、弟のイナンチャはナルクシュの子カジル・カンの勢力を倒してナイマン・カン国を統一した。　また、同「ナイマン部族誌」によればナイマン部族を統べる君主のことを自ら「クシュルク・ハン」または「ブユルク・ハン」と呼んでいたという。「クシュルク・ハン(Kūshlūk Khān)」とは「力強く偉大なる君主(pādshāh-i qawī wa `aẓīm)」という意味で、「ブユルク・ハン(Būyurūq Khān)」とは「命令を与える者(farmān dihanda)」の意味であるという。
ナイマンは東にケレイト・カン国と隣接していたため、ケレイト・カン国の内紛に幾度か関わっている。イナンチュ・カンの時代、ケレイト・カン国ではトオリル・カン（後のオン・カン）がカンに即位したが、親族たちを粛正したためトオリルの叔父グル・カンはナイマン・カン国のイナンチュのもとに亡命した。グル・カンはナイマンの軍事的援助によってトオリルを撃退してケレイトカン位を奪い、トオリルは逆に東のモンゴル部族の有力者イェスゲイ・バアトルのもとに亡命する事となった。トオリルはイェスゲイとアンダの契りを交わしその援助によって、グル・カンを打ち破って西夏に敗走させ、再びケレイトカン位に復帰した。しかし、トオリルは復位すると弟たちなどを粛正し始めたため、ナイマン・カン国のもとに亡命したトオリルの弟の一人エルケ・カラがナイマンの支援を受けて再びトオリルを追放し、トオリルは西夏やウイグル、カラ・キタイ（西遼）など各地を放浪する事になった。やがてイェスゲイの息子テムジン（のちのチンギス・カン）が強大になったことを聞いて再びイェスゲイとの縁故を頼ってモンゴル部族のテムジン陣営もとに亡命して来た、と『聖武親征録』『集史』『元史』『元朝秘史』などで一致して伝えている。

### ナイマンの分裂
イナンチュ・ビルゲ・ブク・カンの死後、その2子であるタイ・ブカとブイルクは父の一愛妾を手に入れようとして不和となり、2つの勢力に分かれた。ブイルクは自分とつながりの深い数部族を従えてアルタイ山脈に近いキジル・バシュの山地へ退き、兄のタイ・ブカは父の帳殿と平原地方を保持した。
1199年、両兄弟の争いが続いたため、モンゴルのテムジンとケレイトのオン・カンがそれに乗じてブイルクを攻め、多くの部民と家畜を略奪した。ブイルクはキルギスに附属するケムケムジュート地方へ避難した。その後、ナイマンの将サブラクがケレイトに対して善戦をしたが、すぐにモンゴルの援軍が入ったため、ナイマン軍は敗北した。

### モンゴルとの戦い
1202年、メルキトの族長トクトア・ベキがモンゴルに敗れ、ブイルクに援助を求めてきた。そこで、ブイルクはドルベン氏、タタル、カタギン氏、サルジウト氏、オイラトといった諸部族を集めてモンゴル・ケレイト連合に向かって進軍を開始した。対するテムジンとオン・カンはウルクイ河畔を去って中国国境に近いカラウン・ジドン山の方向へ退却した。ナイマン連合軍はこれを追ってカラウン・ジドンの山脈に入ったが、激しい吹雪に遭って多くの人が凍傷にかかり、さらに崖から落ちた人が多数にのぼったため、遠征は失敗に終わった。
1203年、テムジンと反目したオン・カンがナイマンの領土を通過したため、国境守備の将校は彼を殺し、その首をカンであるタイ・ブカのもとへ送った。しかし、タイ・ブカはオン・カンを殺したことに怒り、彼の頭蓋骨を銀の器の中に収めて保存した。
タイ・ブカは日増しに勢力を拡大するテムジンに危機感を覚え、オングトの族長アラクシ・ディギト・クリへ使節を派遣して同盟を組もうとした。しかし、アラクシがこのことをテムジンに通告したため、同盟を組むことはおろか、テムジンの進軍を促してしまった。1204年、テムジンがナイマンの領土に侵攻してきたため、タイ・ブカはメルキト族長トクトア、ケレイト首領アリン・タイシ、オイラト族長クドカ・ベキ、ジャディラト氏族長ジャムカを始め、ドルベン、タタル、カダキン、サルジウトの諸部族と共にハンガイ山脈の麓に陣を張った。両軍が戦闘を開始すると、数では勝るナイマン軍が少数であるモンゴル軍と互角となり、次第に押されていった。この戦闘でナイマンカンであるタイ・ブカが戦死し、その子のグチュルクはアルタイ山脈付近に割拠した叔父であるブイルク・カンのもとへ身を寄せ、メルキト以外の同盟部族はすべてモンゴルに降った。
この際、テムジンはタイ・ブカの宰相であるウイグル人のタタ・トゥンガを捕えて自分に仕えるようにし、自分の諸子にウイグル語およびウイグル文字、ならびにウイグル民族の法制・慣習を教えさせた。

### ナイマンの西走
1206年、モンゴルのテムジンは「チンギス・カン／チンギス・カガン」と号し、遊牧諸民族の帝王となった。クリルタイの解散後、チンギス・カンはナイマンカンとなっていたブイルク・カンに対して進軍し、ウルグ・タグ（大山）の山地付近にあるショゴクで狩猟中のブイルクを奇襲して殺害し、その家族、家畜および全財産を手中に入れた。辛うじて生き残った甥のグチュルクはメルキト族長トクトアと共にイルティシュ川流域の地方へ逃走した。
1208年、チンギス・カンはグチュルクとトクトアを討つために、イルティシュ川へ向かって進軍した。途中、オイラトをその勢力に加え、グチュルクとトクトアをジャム川付近で攻撃した。トクトアは戦死したが、グチュルクはかろうじて逃れることができ、ビシュバリクを経由してクチャ地区へ至り、そこからトルキスタンの大カン（グル・カン）の朝廷であるカラ・キタイ（西遼）へ赴いた。グル・カンの耶律直魯古（在位：1177年 - 1211年）はグチュルクを歓迎し、その娘を与えて娶らせた。

### カラ・キタイ征服
耶律直魯古はもっぱら狩猟と快楽に耽り、政治を衰退させたため、カラ・キタイ属国（ウイグル、ホラズム、西カラハン朝）の離反を招き、すでに一定の地位を築いていたグチュルクに王位簒奪の機会を与えた。グチュルクはまず、耶律直魯古にイミル、カヤリク、ビシュバリクの地方に流浪しているナイマンの残党を糾合し、耶律直魯古のお供をさせたいと願い出て、耶律直魯古から「グチュルク・カン（強大なる君主）」の称号を与えられた。さっそくグチュルクはナイマンの残党を集め、メルキトの首長もこれに加えると、ホラズムとペルシアのスルターンであるアラーウッディーン・ムハンマド（在位：1200年 - 1220年）に協力を仰ぎ、カラ・キタイ攻撃の準備を整えた。
ホラズム軍はカラ・キタイに侵入し、カラ・キタイの将軍ターヤンクーを破った。1211年/1212年、グチュルクは混乱に乗じて耶律直魯古一行を急襲し、その身柄を確保した。こうしてグチュルクはカラ・キタイの王位を獲得したが、耶律直魯古が逝去した1213年まで、「皇帝」の称号を名乗らなかった。

### グチュルクのイスラーム弾圧
カラ・キタイの王位を獲得したグチュルクはアルマリクのカンであるオザルを服従させようとして、何度か兵を進め、遂に彼が出猟中に奇襲して殺害した。時に耶律直魯古の娘であるグチュルクの妻は仏教徒であったため、キリスト教徒であったグチュルクを説得して仏教に改宗させた。仏教徒となったグチュルクは武力によってホータンを支配すると、ムスリムであるそこの住民を無理矢理キリスト教徒か仏教徒に改宗させようとした。また、イマームたちの首領であるアラーウッディーン・ムハンマドを拷問の末、磔（はりつけ）の刑に処し、イスラームを棄てさせようとした。こうしてこの後もグチュルクのムスリムに対する迫害は続くこととなる。

### モンゴルのカラ・キタイ侵入
1218年、チンギス・カンは宿敵であるグチュルクがカラ・キタイで王位に就いていることを見過ごさず、ジェベ・ノヤン率いる2万をホータンに差し向けた（モンゴルの西遼征服）。グチュルクはカシュガルに逃亡したが、すぐに追いつかれ、バダフシャーンの山中で捕まり、斬首された。

### その後のナイマン
ナイマンの余衆はモンゴルに再編されたが、その子孫は後に反フビライ家連合たる四オイラト（ドルベン・オイラト、Dorben Oirad）の一角、チョロース部を形成した。チョロース部から更にドルベト部とジュンガル部が誕生することとなる。
ジュンガル帝国（ジュンガル・ホンタイジ国）の滅亡後、清によって内蒙古六盟四十九旗が設置されると、ジョーオダ（昭烏達）盟のひとつ、ナイマン（奈曼）部一旗としてその名が残った。
現在、カザフスタン東部で200万人以上のナイマン族が居住している。

## 名称と地理
ラシードゥッディーンは『ジャーミウ＝ッタワーリーフ Jāmiʿ al-Tawārīkh（集史）』において、ナイマン族の領域の地理的位置を記し、その名称がモンゴル語で「八つの数」を意味すると伝えている。その領域は大アルタイ山脈、カラコルム山脈、エルイ・シラス山地、アルディシュ（ザイサン）湖（イルティシュ湖）、イルティシュ川流域、イルティシュ川とキルギス族の地方に走る山地を抱合し、北はキルギス地方、東はケレイト族の領土、南はウイグル地方、西はカンクリ族の地方とそれぞれ接していた。

## 言語系統
ラシードゥッディーンが『ジャーミウ＝ッタワーリーフ（集史）』において、中央ユーラシア草原の遊牧民を大きく四つに分類し、第三類「以前は独立した首長を持っていたが、第二のテュルク系部族とも第四のモンゴル部族ともつながりはなく、しかし外観や言語は彼らと近いテュルク部族」にナイマンを含めていることから、テュルク系の言語であったとされる。

## 文化・宗教
ナイマンの王（カン）はシャーマン的巫者の性格を帯びていたが、同時に前代以来の強いウイグル文化の影響を受けてその文字（ウイグル文字）を用い、比較的高度な文化を享受していた。また、ケレイト同様、ネストリウス派のキリスト教も信奉していた。

## 構成氏族
ポール・ペリオの考証によると、ナイマン族には少なくとも3つの氏集団があったという。
- アクサド(Aqsaud > Aqsūd)…「跛（びっこ）族」の意。おそらくタヤン・カンの支配する主要なナイマン族。
- グチュウト(Güčü'üd < Küčü'üd)…「野鼠族」の意。おそらくブイルク・カンの支配するナイマン族。
- ベテキン(Betekin)…「別的姻族」の意。おそらく昔は強大で著名だったカディル・ブユルク・カンの支配したナイマン族。

## 歴代君主
ナイマンの君主は「カン（Qan、汗）: 王」という称号を帯びていた。
1. ナルクシュ・タヤン・カン(Nārquš Tāyānk Qān)
2. カジル・カン…ナルクシュ・タヤン・カンの子
3. イナンチュ（イナンチャ）・ビルゲ・ブク・カン(Inančā Qan,Ïnānč Bilge Bügü Qān)…ナルクシュ・タヤン・カンの弟
4. タヤン・カン（太陽罕、脱児魯黒、タイ・ブカ）（？ - 1204年）…イナンチュ・ビルゲ・ブク・カンの長男
  - ブイルク・カン(Buyiruγ Qan < Buyuruγ Qan,Būyūrūq Qān)…イナンチュ・ビルゲ・ブク・カンの次男
5. グチュルク・カン（1204年 - 1218年殺）…西遼（カラ・キタイ）の第4代皇帝（在位：1211年 - 1218年）となる。

→モンゴルによって滅亡